# Ugrađivanje reči
U obradi prirodnog jezika (NLP), ugrađivanje reči je reprezentacija reči. Ugrađivanje se koristi u analizi teksta. Tipično, reprezentacija je vektor realne vrednosti koji kodira značenje reči na takav način da se očekuje da su reči koje su bliže u vektorskom prostoru slične po značenju. Ugrađivanje reči se može dobiti korišćenjem jezičkog modelovanja i tehnika učenja karakteristika, gde se reči ili fraze iz rečnika mapiraju u vektore realnih brojeva.
Metode za generisanje ovog mapiranja uključuju neuronske mreže, smanjenje dimenzionalnosti na matrici pojavljivanja reči, modele verovatnoće, objašnjivu metodu baze znanja, i eksplicitno predstavljanje u smislu konteksta u kome se reči pojavljuju.
Pokazalo se da ugrađivanje reči i fraza, kada se koristi kao osnovna ulazna reprezentacija, poboljšava performanse u NLP zadacima kao što su sintaksičko raščlanjivanje i analiza osećanja.